# Albion (Michigan)
Albion település az Amerikai Egyesült Államok Michigan államában, Calhoun megyében. Lakosainak száma 7700 fő (2020. április 1.).

## Közlekedés
A települést érinti az Amtrak távolsági vasúti járata is, a Wolverine.

## Népesség
A település népességének változása:

| 2010 | 8 616 |
| 2020 | 7 700 |